# Phoradendron peruvianum
Phoradendron peruvianum är en sandelträdsväxtart som beskrevs av August Wilhelm Eichler. Phoradendron peruvianum ingår i släktet Phoradendron och familjen sandelträdsväxter. Inga underarter finns listade i Catalogue of Life.